# TurboIMAGE
TurboIMAGE ist ein Datenbanksystem für den HP-3000-Computer unter dem Betriebssystem MPE.
Nach dem Start der HP 3000 1974 trägt Image/3000, später in TurboImage umbenannt, zuletzt wegen SQL-Kompatibilität TurboImage/SQL genannt, wesentlich zum Erfolg der HP 3000 bei.
Das Datenbanksystem besteht aus Tabellen, genannt „details“, auf die der Zugriff über „master“ erfolgt. Das besondere ist die Indizierung über eine Hashfunktion.
Es gibt eine Abfragesprache Query/3000, mit der auch einfache Berichte erstellt werden können.